# Niederdeutsche Stimmen
Niederdeutsche Stimmen war eine Sprechplattenreihe in niederdeutscher Sprache des Verlags Schuster in Leer, die von 1965 bis 1972 produziert wurde. Von den Klassikern der niederdeutschen Literatur bis hin zu Autoren der Gegenwart wollte sie Querschnitt geben und zudem einen Beitrag zur Erhaltung der vielfältigen Mundarten des Plattdeutschen leisten.

## Verleger

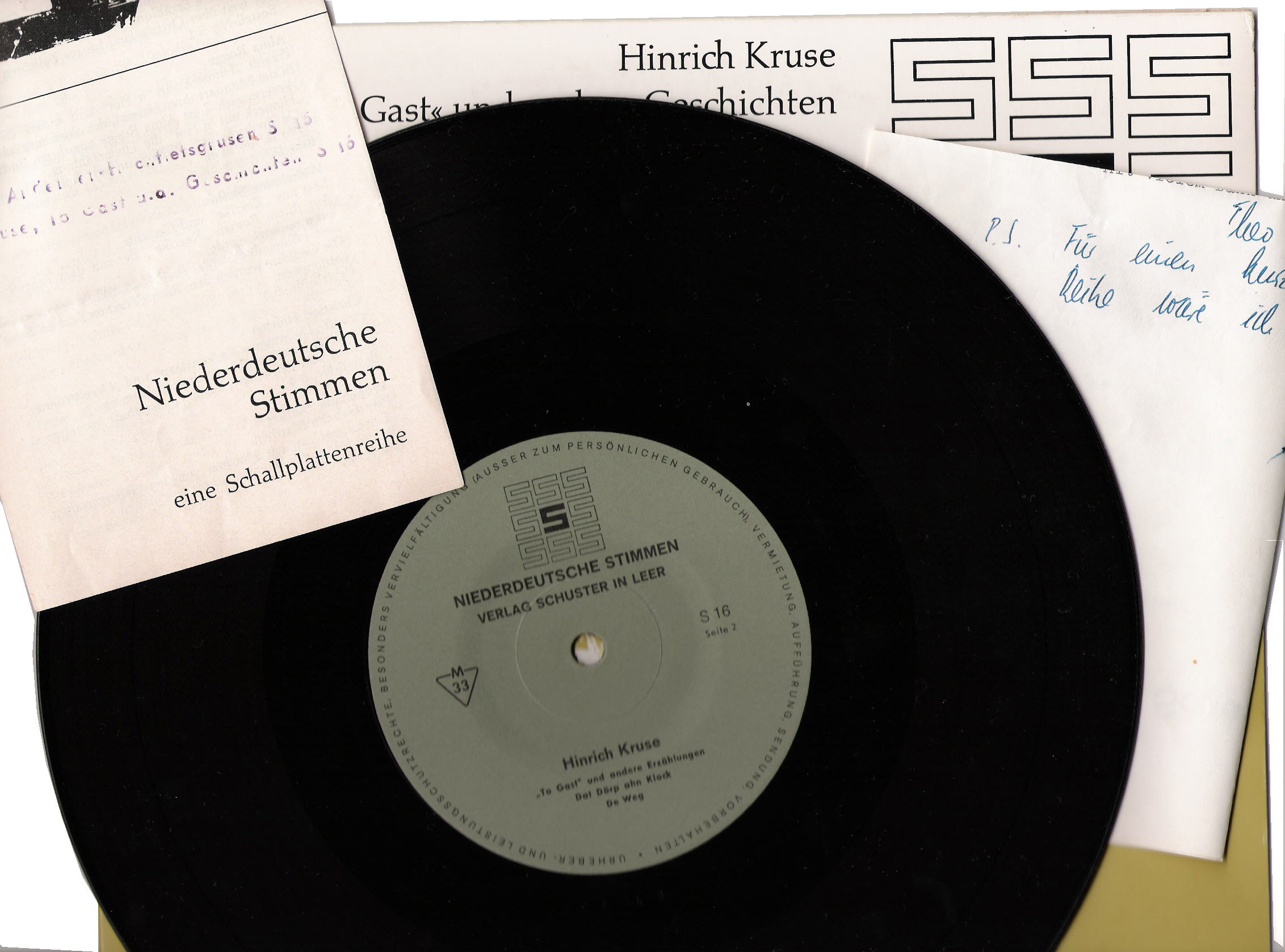
Platte S16 und Cover aus der Reihe Niederdeutsche Stimmen, wie sie Verleger Theo Schuster auf Anregung des Autors Hinrich Kruse im August 1967 den Kieler Nachrichten mit Verlagsprospekt und handschriftlicher Notiz zur Rezension zukommen ließ

Der Verleger der Reihe, Theo Schuster (1931–2016), betrieb bis zu seinem Tode die Buchhandlung, die sein Vater Theodor Schuster 1929 in Leer gegründet hatte. Von hier aus führte er zunächst auch seine Verlagsgeschäfte. Die ehrgeizige Reihe Niederdeutsche Stimmen, die Schuster damals gern auch als „seine Schallplattenreihe“ bezeichnete, war während der zweiten Hälfte der 1960er Jahre das „Lieblingskind“ des jungen Buchhändlers und Verlegers plattdeutscher Literatur.
Im Jahr 2002 erhielt Schuster für sein Verlagsprogramm den Niedersächsischen Verlagspreis. „Niederdeutsche Literatur ist per se keine Bestseller-Literatur. Deshalb ist das langjährige Engagement von Theo Schuster nicht hoch genug zu schätzen“, begründete der niedersächsische Kulturminister Thomas Oppermann die Verleihung durch das Land Niedersachsen und würdigte damit auch das verlegerische Frühwerk Schusters, zu dem die Sprechplattenreihe Niederdeutsche Stimmen gehört.

## Programm

### Klassiker
Schuster konnte erstklassige Sprecher gewinnen – auch besondere Kenner des Niederdeutschen wie Ivo Braak und Gerd Lüpke, die die Sprechplattenreihe z. T. auch redaktionell betreuen konnten.
Ivo Braak war mit Heisterkroog und Gedichten von Klaus Groth und plattdeutschen Volksmärchen, Schwänken und Legenden von Wilhelm Wisser zu hören. Gerd Lüpke las John Brinckmans Dat Brüden geiht um (Rahmenhandlung zu Voß un Swinegel) und Fritz Reuters Entspekter Bräsig aus Ut mine Stromtiet. Weitere Sprecher waren Rainer Schepper, Jan S. Kunstreich und Kurt Frost, allesamt bedeutende Persönlichkeiten des niederdeutschen Sprachraums.
Dichter lasen für Schuster nicht zwingend nur aus ihren eigenen Werken. Walter Arthur Kreye – der Autor der ebenfalls in Niederdeutsche Stimmen veröffentlichten Fidelen Weltgeschicht' op Platt – rezitierte auch Erzählungen von August Hinrichs. Eine ganz besondere Besetzung gelang Schuster für die Lesung von Seegeschichten des frühverstorbenen norddeutschen Klassikers Jan Kinau, besser bekannt als Gorch Fock: auf der Schallplatte ist mit Wat Hein Saß in'n Heben keem und Den Seilmoker sien Piep sein Bruder, der Autor Rudolf Kinau, zu hören. Mit dieser Aufnahme erinnerte die Reihe an den 50. Todestag Gorch Focks.

### Gegenwartsautoren
Auch die in der Reihe Niederdeutsche Stimmen erschienenen Autorenlesungen sind heute zum Teil Klassiker der Literatur. Zum Beispiel las der auch als Hörspielautor bekannt gewordene Schriftsteller Hinrich Kruse für die Reihe aus seinem Band Weg un Ümweg (1958), der den Einzug der modernen Kurzgeschichte in die plattdeutsche Literatur markiert, Wilhelmine Siefkes, die gleich drei Schallplatten besprach, gab u. a. Auszüge aus ihrem preisgekrönten Roman Keerlke und ihre Übersetzungen Grimm'scher Märchen zu hören und Rudolf Kinau rezitierte aus seinem lyrischen Werk. Alma Rogge, die wenige Jahre vor ihrem Tod noch für die Reihe las, war bereits zum Zeitpunkt der Aufnahme als niederdeutscher Klassiker zu bezeichnen. Ferner waren u. a. August Schukats Geschichten aus Ostpreußen und Christian Holstens satirische Lesungen, die aufgrund seines überaus meisterlichen Vortrags aus den übrigen Autorenlesungen hervorstachen, zu hören.

## Anspruch
Die Reihe Niederdeutsche Stimmen aus dem Verlag Schuster in Leer war von den bis heute meist lokal erscheinenden niederdeutschen Tonträger-Reihen, die einzige, die mit ihren Veröffentlichungen den volkskundlichen bzw. sprachhistorischen Anspruch verfolgte, ein Spektrum wichtiger Dichtungen bzw. verschiedener Mundarten des Plattdeutschen zu dokumentieren und für die Nachwelt zu erhalten. So sind u. a. das ursprüngliche Oldenburger Platt, das Finkenwerder und das Mecklenburger Platt und der ostniederdeutsche Dialekt zu hören, der in Ostpreußen gesprochen wurde.
Bis heute sind daher Sprechplatten aus dieser bis auf einige Ausnahmen (Wibbelt-Rezitationen von Rainer Schepper) nicht wieder als CD aufgelegten Reihe in deutschen Universitätsbibliotheken entleihbar, was bei dem Medium eine Rarität darstellt.
Weiterhin spricht für den geradezu wissenschaftlichen Anspruch des Niederdeutsche Stimmen-Verlegers Schuster, der längst eng mit dem Institut für niederdeutsche Sprache in Bremen zusammenarbeitet, dass Text bzw. Autor jeder Schallplatte auf der Rückseite der Plattentasche eine literaturwissenschaftliche Einordnung erfährt und zudem meist eine Bibliographie lieferbarer Buchveröffentlichungen geboten wird.

## Äußeres

### Cover
Das obere Drittel des Frontcovers war stets in weiß gehalten und nannte im oberen Teil in schlichter schwarzer Standardschrift Autor und Titel und links unten den Titel der Reihe. Das rechte Drittel dieses Kopfes füllte das Verlagsemblem aus. Die unteren zwei Drittel des Frontcovers waren staffelweise andersfarben (orange, verschiedene Grüntöne) gestaltet und zeigten meist eine, meist dieselbe künstlerische Landschaftsabbildung.
Auf der Cover-Rückseite befand sich neben dem Cover-Text noch das genaue Aufnahmedatum, eine Titelliste und ein Foto des Autors/Sprechers.
Die späteren Plattencover (30-cm-LPs) wurden von Jörg Drühl entworfen.

### Platte
Bei den meisten Schallplatten aus der Reihe handelte es sich um Langspielplatten in der Größe 10-inch (Durchmesser 25 cm).
Das Plattenlabel der Erstausgabe trug entsprechend der Coverabbildung ebenfalls ein verwaschenes, dunkles Grün.

### Plattennummern
Die Plattenreihe begann mit der Veröffentlichung Wilhelmine Siefkes erzählt „Tant‘ Remda in Tirol“ und „De Levenstiet“. Diese erhielt die Bestellnummer S1 (Schuster, Platte 1). Für die Reihe wurden die Bestellnummern in dieser Weise laufend fortgesetzt, also z. B. Platte 2 (Alma Rogge erzählt) = S2.

### Preis
Mit einem Verkaufspreis von 16 DM pro Schallplatte, lagen die Veröffentlichungen dieser Reihe noch weit unter dem Preis anderer Sprechplattenreihen, z. B. Die Stimme des Arztes.

## Plattdeutsches Tonarchiv
Die Sprechplattenreihe Niederdeutsche Stimmen bildet den Grundstock für das Plattdeutsche Tonarchiv (PLATO). Der Aufbau des Tonarchivs begann 2020 als Projekt des Instituts für niederdeutsche Sprache (INS) mit zunächst 15 Titeln der Niederdeutschen Stimmen. Im Plattdeutschen Tonarchiv, das als „umfassendes Tonarchiv für die Regionalsprache Niederdeutsch“ angelegt ist, sollen Tondokumente „als Ausdruck niederdeutscher Sprachkultur dauerhaft bewahrt werden“. Inhalte können über das Internet abgerufen und angehört werden.

## Diskografie
Die Veröffentlichungen sind in der Reihenfolge der Platten(end)nummern aufgelistet und mit den zugehörigen Einträgen im Katalog der Deutschen Nationalbibliothek (DNB) und im Plattdeutschen Tonarchiv (PLATO) verlinkt. Vier letztlich nicht veröffentlichte Projekte (28, 34, 35, 37) und zwei nicht veröffentlichte Platten mit „Bonusmaterial“ (7a, 7b) wurden mit aufgeführt.
- 01: Wilhelmine Siefkes erzählt „Tant’ Remda in Tirol“ und „De Levenstiet“ (DNB, PLATO)
- 02: Alma Rogge erzählt „Hinnerk mit ’n Hot“ und andere Geschichten (DNB, PLATO)
- 03: Wilhelmine Siefkes liest aus „Keerlke“ und Gedichte (DNB, PLATO)
- 04: Christian Holsten erzählt „De gesunne Karkenslaap“ und „Dree Wunner“ (DNB, PLATO)
- 05: Wilhelmine Siefkes, Plattdeutsche Märchen (DNB, PLATO)
- 06: Klaus Groth, „Heisterkrog“ und Gedichte, Sprecher Ivo Braak (DNB, PLATO)
- 07: Wilhelm Wisser, Plattdeutsche Volksmärchen, Schwänke und Legenden, erzählt von Ivo Braak (DNB, PLATO)
- 7a: (Wilhelm Wisser, Plattdeutsche Volksmärchen, Schwänke und Legenden, gelesen von Wilhelm Wisser. Nicht erschienen.) (PLATO)
- 7b: (Wilhelm Wisser, Plattdeutsche Volksmärchen, Schwänke und Legenden, gelesen von Margarete Wisser. Nicht erschienen.) (PLATO)
- 08: Rudolf Kinau erzählt „Scheben Wind“ und andere Geschichten (DNB, PLATO)
- 09: Gorch Fock, Seegeschichten erzählt von Rudolf Kinau (DNB, PLATO)
- 10: Heinrich Schmidt-Barrien erzählt „Wapen für ’n Koptein“, „Wenn de Roland singt“ und Döntjes von Jann Kiewitt (DNB, PLATO)
- 11: John Brinckman, „Dat Brüden geiht üm“, Sprecher Gerd Lüpke (DNB, PLATO)
- 12: August Hinrichs, „Vörnehm un gering“ und andere Erzählungen (DNB, PLATO)
- 13: Walter A. Kreye, Fidele Weltgeschicht op Platt, „De Hemmannslacht“ (DNB, PLATO)
- 14: Fritz Reuter, „Entspekter Bräsig“ aus „Ut mine Stromtiet“ (DNB, PLATO)
- 15: Christian Holsten erzählt „Dat Andenken“ und „Hochtietsgrusen“ (DNB, PLATO)
- 16: Hinrich Kruse, „To Gast“ und andere Erzählungen (DNB, PLATO)
- 17: August Schukat erzählt Plattdeutsche Geschichten aus Ostpreußen (DNB, PLATO)
- 18: Jobst Sackmann, „Erret de Speel – Lüde nich“, Plattdeutsche Barockpredigten, Sprecher Kurt Frost (DNB, PLATO)
- 19: Moritz Jahn, „Luzifer“, Gedichte aus „Ulenspegel un Jan Dood“, Sprecher Jan S. Kunstreich (DNB, PLATO)
- 20: Augustin Wibbelt, „Mamsell up Reisen“ und andere Geschichten, gelesen von Rainer Schepper (DNB, PLATO)
- 21: Karl Wagenfeld, „Von de Leiwe – Usse Krippken“, „Ut de Kinnertied“, gelesen von Rainer Schepper (DNB, PLATO)

(--- ab hier entwarf Jörg Drühl plattenspezifische Cover ---)
- 22: Arnold Dyck, „Koop Enn Bua Op Reise“ und „Dee Millionää von Kosefeld“, Sprecher: Jack Thiessen (DNB, PLATO)
- 23: Gustav Grannas, Karl Plenzat, „De Diewel öm Flachs. Plattdeutsche Märchen und Schwänke aus Ostpreußen“, Sprecher: August Schukat (DNB, PLATO)

(--- ab hier wurde das 25-cm-LP-Format aufgegeben ---)
- 24: Augustin Wibbelt, „De Miärgelkuhl“ und „Marjänne“, Rainer Schepper liest Augustin Wibbelt (30-cm-LP) (DNB, PLATO)
- 25: Siegfried Kessemeier, „Üewer diän, üewer dat, üewer dai“, Texte in sauerländischer Mundart (17-cm EP) (DNB, PLATO)
- 26: Norbert Johannimloh, „Dunkle Täiken“ (17-cm EP) (DNB, PLATO)

(--- ab hier wurde nur noch das normale 30-cm-LP-Format verwendet ---)
- 27: Krüschan Holschen, „De Wiehnachtsmann. Zisch.“ (DNB, PLATO)
- 28: (Klaus Granzow, „Eir Dag an de See“. Nicht erschienen.) (PLATO)
- 29: Kurt Sigel, „Zieh Pudel, Dappes, de Maa brennt“ (DNB)
- 30: Johannes Gillhoff, „Jürnjakob Swehn der Amerikafahrer“ (DNB, PLATO)
- 31: Wilhelm Kaune, „Steineklopper Kronenbarg söin Droom“ (DNB, PLATO)
- 32: Theo Mülders, „Die Lüh die läewe medden onger os“ (DNB)
- 33: Jizchok Lejb Perez, „Ojb nischt noch hescher“ (DNB)
- 34: (Johann Wolfgang von Goethe, „De Holsteensche Faust“, Übertragung: Friedrich Hans Schaefer. Nicht erschienen.) (PLATO)
- 35 (Jack Thiessen. Nicht erschienen.)
- 36: James Krüss, „snakke mi feer fan’e oolung tiden“, Gedichte und Erzählungen in helgoländischem Friesisch (DNB)
- 37: (Johann Peter Hebel, „Alemannische Gedichte“. Nicht erschienen.)
- 38: Francois Villon, „Wenn du wat hest, geiht di dat allmaal beter“, Balladen un Leeder op Platt – übertragen von Friedrich Hans Schaefer. (DNB, PLATO)